# Арболеас
Арболеас (ісп. Arboleas) — муніципалітет в Іспанії, у складі автономної спільноти Андалусія, у провінції Альмерія. Населення — 4731 особа (2010).
Муніципалітет розташований на відстані близько 370 км на південний схід від Мадрида, 65 км на північний схід від Альмерії.
На території муніципалітету розташовані такі населені пункти: (дані про населення за 2010 рік)
- Арболеас: 1354 особи
- Касабланка: 40 осіб
- Ла-Сінта: 179 осіб
- Ель-Херман: 317 осіб
- Лімарія: 470 осіб
- Ла-Перла: 317 осіб
- Ель-Прадо: 435 осіб
- Ель-Рінкон: 158 осіб
- Лос-Кохос: 323 особи
- Лос-Колорадос: 39 осіб
- Ель-Чопо: 84 особи
- Лос-Гарсіас: 603 особи
- Ла-Оя: 37 осіб
- Лос-Уеванільяс: 118 осіб
- Лос-Льянос-де-Арболеас: 161 особа
- Лос-Блесас: 64 особи
- Лос-Перальтас: 32 особи

## Демографія
Динаміка населення (INE ):